# Bożawola
Bożawola (Bojnar, Boża Wola) – polski herb szlachecki, występujący głównie na Mazowszu.

## Opis herbu
Kasper Niesiecki blazonuje herb następująco:

(...) ma mieć Podkowę białą, na dół rogami obróconą, dwa krzyże, jeden nad podkową, drugi w podkowie, tylko co do niego przydano na spodzie pół miesiąca żółtego, który opasuje podkowę rogami do góry, w polu błękitnym, na hełmie trzy pióra strusie.

### Opis współczesny
Opis skonstruowany współcześnie brzmi następująco:
Na tarczy w polu błękitnym podkowa srebrna barkiem w górę. Pomiędzy ocelami krzyż kawalerski srebrny i na barku taki sam krzyż zaćwieczony. Pod podkową półksiężyc złoty barkiem w dół.
W klejnocie trzy pióra strusie.
Labry herbowe błękitne, podbite srebrem.

## Geneza

### Najwcześniejsze wzmianki
Pierwsza wzmianka o herbie pochodzi z 1428 roku. W źródłach pierwsze legendy i hipotezy o jego powstaniu pojawiają się na przełomie XVI i XVII wieku.

### Pochodzenie herbu
Znane dzieło Herby rycerstwa polskiego autorstwa Bartosza Paprockiego pochodzące z 1584 roku przedstawia dwie odrębne opinie o pochodzeniu herbu. Według jednej z nich herb Boża Wola pochodził od herbu Jastrzębiec, który na Mazowszu określany był zazwyczaj jako Bolesta. Autor dzieła napisał, że herb Boża Wola był "nadan od Jastrzębców za znaczne zasługi przodka herbu tego", który "Wojsko wyszpiegowawszy nieprzyjacielskie, ludzie swoje przywiódł tak, że żaden z wojska nieprzyjacielskiego nie uszedł, wszyscy są pogromieni i na głowę porażeni". Za ten czyn ów przodek miał otrzymać półksiężyc jako dodatek do swojego herbu od Książąt Mazowieckich. Jednocześnie Paprocki w rozdziale poświęconym rodzinom używającym herbu Lubicz zaznacza, że "noszą drudzy w podkowie pół miesiąca miasto krzyża, a zowią go Boża Wola, wszakoż to wszystko jeden dom". Stwierdzenie to sugeruje iż pieczętujący się herbem Boża Wola wywodzą się od szlachty używającej herbu Lubicz. W Dziele Orbis Polonus (1641) Szymon Okolski opisując herb Boża Wola także wywodzi go od herbu Lubicz. Takiego pochodzenie tego herbu można też doszukiwać się w legendzie wierszowanej autorstwa Franciszka Kowalskiego w zbiorze Legendy Herbowe wydanego w drugiej połowie XIX wieku. Pisarz Teofil Rutka, który w XVII wieku analizował polską heraldykę, genezę herbu oparł na legendzie sięgającej czasów księcia Kraka. Według przytaczanej przez tego jezuitę legendy nieznany z imienia wódz przeprowadził przez zamarznięty Dunaj swoich wojów "do zubożenia Moguncyi". Czyn ten został nagrodzony przez księcia nadaniem bohaterskiemu wodzowi herbu Boża Wola. Legendę tę przekazuje w swoim herbarzu także Nowosielski. Kiedy porównamy herby Boża Wola, Lubicz i Jastrzębiec, wszystkie wydają się mocno podobne, co uprawdopodabnia te hipotezy. Należy jednak pamiętać, że zarówno krzyż jak i podkowa należą do bardzo popularnych i często używanych symboli w polskiej heraldyce.

## Herbowni
Lista herbownych w artykule sporządzona została na podstawie wiarygodnych źródeł, zwłaszcza klasycznych i współczesnych herbarzy. Należy jednak zwrócić uwagę na częste zjawisko przypisywania rodom szlacheckim niewłaściwych herbów, szczególnie nasilone w czasie legitymacji szlachectwa przed zaborczymi heroldiami, co zostało następnie utrwalone w wydawanych kolejno herbarzach. Identyczność nazwiska nie musi oznaczać przynależności do danego rodu herbowego. Przynależność taką mogą bezspornie ustalić wyłącznie badania genealogiczne.
Pełna lista herbownych nie jest dziś możliwa do odtworzenia, także ze względu na zniszczenie i zaginięcie wielu akt i dokumentów w czasie II wojny światowej (m.in. w czasie powstania warszawskiego w 1944 spłonęło ponad 90% zasobu Archiwum Głównego w Warszawie, gdzie przechowywana była większość dokumentów staropolskich). Lista nazwisk znajdująca się w artykule pochodzi z Herbarza polskiego, Tadeusza Gajla (69 nazwisk). Występowanie na liście nazwiska nie musi oznaczać, że konkretna rodzina pieczętowała się herbem Alabanda. Często te same nazwiska są własnością wielu rodzin reprezentujących wszystkie stany dawnej Rzeczypospolitej, tj. chłopów, mieszczan, szlachtę. Jest to jednakże dotychczas najpełniejsza lista herbownych, uzupełniana ciągle przez autora przy kolejnych wydaniach Herbarza. Tadeusz Gajl wymienia następujące nazwiska uprawnionych do używania herbu Bożawola:
Affanasowicz, Artyński,
Bachmatowicz, Bankowski, Bańkowski, Boch,
Chaćbiejewicz, Chazbijewicz, Chrostnica,
Djus, Drawdzik, Druszkiewicz, Dzieżyc, Dzius, Dziusa, Dziusz, Dziusza,
Gąsecki, Gorski, Gościemiński, Gościmiński, Gościmski, Górski,
Jemielicki, Jemielita, Jemielity, Jemielski, Jęmielicki, Juchnowicz,
Kołupajło, Komorowski, Kościmiński,
Łunkiewicz,
Mackiewicz, Madyjowski, Madyowski, Mickiewicz, Mojrzym, Moyrzym,
Nowokrzeski,
Olsztyński, Ostrowicz, Ostrowidzki, Ostrowiec,
Radzimiński, Rejmunt, Reymunt, Romanowski, Rosalski, Rossalski, Rowieński, Rowiński, Rymkowicz, Rzeczkowski,
Siedlecki, Siesicki, Sołtanowicz, Spichalski, Spiecholski, Stocki, Sucharzewski, Szczyrkowski, Szczyrski,
Williusz,
Zadwojń, Zakabłukowski, Zdarzyński,
Żadwojn, Żodwojń.

### Znani herbowni
- Stanisław Zygmunt Druszkiewicz – wojski halicki podstoli i stolnik parnawski,
- Józef Kleofas Wojciech Górski – pierwszy biskup Kielecki,
- Franciszek Górski – generał,
- Ludwik Górski – agronom,
- Ludwik Górski – polityk,
- Konstanty Górski – historyk sztuki,
- Pia Górska – malarka,
- Franciszek Górski – botanik,
- Gabriela Górska – pisarka,
- Ludwik Górski – chemik,
- Krystyna Górska-Gołaska – historyk,
- Selim Chazbijewicz – polski politolog, pisarz, publicysta i nauczyciel akademicki,
- Stanisław Mackiewicz – publicysta polityczny,
- Józef Mackiewicz – pisarz,
- Andrzej Romanowski – szlachcic,  podsędek bełski,
- Tomasz Jan Romanowski – podkomorzy chełmski,
- Filip Romanowski – malarz, litograf.